# U 74 (U-Boot, 1940)
U 74 war ein deutsches U-Boot vom Typ VII B, das im Zweiten Weltkrieg von der deutschen Kriegsmarine eingesetzt wurde.

## Geschichte
Es wurde am 5. November 1939 bei der Vegesacker Werft in Bremen auf Kiel gelegt und ging am 31. Oktober 1940 unter dem Kommando von Kapitänleutnant Eitel-Friedrich Kentrat in den aktiven Dienst über. Kentrat kommandierte das Boot bis zum 23. März 1942 und übergab es dann an Oberleutnant Karl Friederich.
Das Boot gehörte ab seiner Indienststellung am 31. Oktober 1940 bis zum 31. Januar 1942 als Ausbildungsboot zur 7. U-Flottille in Kiel. Nach der Ausbildungszeit kam U 74 vom 1. Februar 1941 bis 30. November 1941 als Frontboot zur 7. U-Flottille nach Saint-Nazaire und vom 1. Dezember 1941 bis zu seiner Versenkung am 2. Mai 1942 zur 29. U-Flottille in La Spezia. U 74 führte, wie die meisten deutschen U-Boote seiner Zeit, bootsspezifische Zeichen am U-Boot-Turm, die von der Besatzung selbst gewählt und in den meisten Fällen auch an Mützen und Schiffchen getragen wurden. Das Boot trug als Embleme eine Axt, einen Anker und ein Schwert über gekreuzten Hämmern.
U 74 absolvierte sieben Unternehmungen, auf denen fünf Schiffe mit einer Gesamttonnage von 25.619 BRT versenkt und zwei mit einer Gesamttonnage von 11.499 BRT beschädigt wurden.
Am 24. Mai 1941 versenkten das Schlachtschiff Bismarck und der Schwere Kreuzer Prinz Eugen den britischen Schlachtkreuzer Hood und beschädigten die Prince of Wales schwer. Mit diesem Tag begann eine drei Tage andauernde Jagd auf die Bismarck, bei der fast hundert Schiffe im Einsatz waren.
Im Morgengrauen des 27. Mai wurde die Bismarck unter anderem durch Beschuss der Schlachtschiffe Rodney, King George V und den Kreuzern Norfolk und Dorsetshire versenkt.
Die hohe Konzentration an Schiffen in diesen Tagen stellte ein attraktives Ziel für U-Boote dar, und KptLt. Kentrat erhielt den Befehl, britische Einheiten in diesem Gebiet anzugreifen. Am Abend tauchte U 74, um Horchposten zu beziehen, und entdeckte dabei ein anderes U-Boot. Nach dem Auftauchen konnte es als das deutsche Boot U 556 unter KptLt. Wohlfarth identifiziert werden. Kurze Zeit vor diesem Treffen hatte Flottenchef Admiral Lütjens eine Bitte an den Oberbefehlshaber der U-Boote, Karl Dönitz, gerichtet, ein Boot mit der Aufnahme des Kriegstagebuchs der Bismarck zu beauftragen. Dönitz instruierte U 556 mit dieser Aufgabe, unwissend darüber, dass das Schiff bereits gesunken war. Jedoch hatte U 556 weder genug Treibstoff noch Torpedos übrig, um diese Mission zu erfüllen. Mit einem Megaphon übermittelte Wohlfahrt die Aufgabe an Kentrat. Kentrat nahm die Mission an und machte sich mit U 74 auf den Weg zur letzten bekannten Position des Schlachtschiffes.
Um 10:36 Uhr hörte die Besatzung von U 74 Sinkgeräusche, konnte jedoch nicht feststellen, ob es sich hierbei um die Bismarck oder ein britisches Schiff handelte. Das Boot ging auf Periskoptiefe und entdeckte diverse Schlachtschiffe und Kreuzer direkt vor sich, außerdem waren Wrackteile und gelbe Rettungswesten zu erkennen. U 74 versuchte in Angriffsposition zu manövrieren, aber das Wetter war zu schlecht und die See zu unruhig, um in Periskoptiefe zu bleiben oder einen Torpedo abzuschießen.
Nachdem die britischen Schiffe die Szenerie verlassen hatten, tauchte U 74 zwischen Wrackteilen und toten Körpern auf. Die Geräusche, die die Besatzung an diesem Morgen gehört hatte, waren die der sinkenden Bismarck gewesen. Erst am Abend konnten die drei Seeleute Georg Herzog, Otto Höntzsch und Herbert Manthey gerettet werden. U 74 verbrachte einen weiteren Tag mit der Suche nach Überlebenden, konnte aber keine mehr finden und bekam den Befehl, nach Lorient zurückzukehren. Auf der Reise in den sicheren Hafen erholten sich die drei Schiffbrüchigen etwas und konnten erste Berichte zum Ende der Bismarck liefern.

## Einsatzstatistik
Das Boot führte vom 22. bis zum 27. Februar 1941 eine Einzelausbildung durch. Dabei lief es am 22. Februar 1941 von Kiel aus und lief am 23. Februar 1941 in Helgoland ein. Nach den Übungen lief U 74 am 24. Februar 1941 von Helgoland aus und lief am 27. Februar 1941 zur Ergänzung in Bergen ein.

### Erste Unternehmung
Das Boot lief am 5. März 1941 um 10.00 Uhr von Bergen aus und lief am 11. April 1941 um 18.00 Uhr in Saint-Nazaire ein. Auf dieser 28 Tage dauernden und zirka 5.400 sm über und 193 sm unter Wasser langen Unternehmung in den Nordatlantik, nordwestlich des Nordkanals und westlich von Irland, wurden ein Schiff mit 4.274 BRT versenkt und drei Schiffe mit 17.240 BRT beschädigt.
- 11. März 1941: Beschädigung des isländischen Fischdampfers Frodi mit 97 BRT. Der Dampfer wurde durch Artillerie beschädigt. Es gab fünf Tote. Das Schiff lief am 12. März 1941 in Vestmann ein.
- 3. April 1941: Beschädigung des britischen Dampfers Westpool mit 5.741 BRT. Der Dampfer wurde durch einen G7e-Torpedo beschädigt. Das Schiff wurde noch am selben Tag von U 73 versenkt. Das Schiff gehörte zum Konoi SC-26.
- 3. April 1941: Versenkung des griechischen Dampfers Leonidas Z. Cambanis (Lage) mit 4.274 BRT. Der Dampfer wurde durch einen G7e-Torpedo versenkt. Er hatte 6.500 t Weizen geladen und befand sich auf dem Weg von Halifax nach Swansea. Das Schiff gehörte zum Konvoi SC-26. Es gab zwei Tote und 27 Überlebende.
- 3. April 1941: Beschädigung des britischen Hilfskreuzers HMS Worcestershire mit 11.402 BRT. Das Schiff wurde durch einen G7e-Torpedo beschädigt. Der Hilfskreuzer gehörte zum Konvoi SC-26.

### Zweite Unternehmung
Das Boot lief am 8. Mai 1941 um 16.00 Uhr von St. Nazaire aus und lief am 30. Mai 1941 in Lorient ein. U 74 rettete auf dieser Fahrt drei Mitglieder des versenkten deutschen Schlachtschiffes Bismarck. Auf dieser 23 Tage dauernden und zirka 5.000 sm über und 140 sm unter Wasser langen Unternehmung im Nordatlantik, südöstlich von Kap Farewell und der westlichen Biscaya, wurden keine Schiffe versenkt oder beschädigt.

### Dritte Unternehmung
Das Boot lief am 5. Juli 1941 um 16.15 Uhr von Lorient aus und lief am 12. August 1941 um 11.30 Uhr in St. Nazaire ein. Auf dieser 38 Tage dauernden und zirka 6.200 sm über und 211 sm unter Wasser langen Unternehmung in den mittleren Nordatlantik und westlich von Spanien wurde ein Schiff mit 4.922 BRT versenkt
- 5. August 1941: Versenkung der britischen Dampfers Kumasian (Lage) mit 4.922 BRT. Der Dampfer wurde durch einen Torpedo versenkt. Er hatte 7.000 t Stückgut und neun Passagiere an Bord und befand sich auf dem Weg von Lagos und Freetown nach London. Das Schiff gehörte zum Konvoi SL-81 mit 18 Schiffen. Es gab einen Toten und 50 Überlebende.

### Vierte Unternehmung
Das Boot lief am 8. September 1941 um 17.30 Uhr von St. Nazaire aus und lief am 26. September 1941 um 16.45 Uhr wieder dort ein. Auf dieser 16 Tage dauernden und zirka 3.700 sm über und 62 sm unter Wasser langen Unternehmung in den Nordatlantik und südöstlich von Kap Farewell wurden ein Schiff mit 6.966 BRT und eine Korvette mit 925 t versenkt.
- 19. September 1941: Versenkung der kanadischen Korvette HMCS Levis (Lage) mit 925 t. Die Korvette wurde durch einen Torpedo beschädigt, sank jedoch im Schlepp vor Island. Sie gehörte zum Konvoi SC-44 mit 54 Schiffen. Es gab 18 Tote und 40 Überlebende. Die Entdeckung des Konvois und die Versenkung der Levis wurden durch Polarlichter begünstigt.[2]
- 20. September 1941: Versenkung der britischen Dampfers Empire Burton (Lage) mit 6.966 BRT. Der Dampfer wurde durch Torpedo versenkt. Er hatte 9.106 t Weizen und sechs RAF-Angehörige an Bord und befand sich auf dem Weg von Halifax und Sydney nach Liverpool. Das Schiff gehörte zum Konvoi SC-44. Es gab zwei Tote und 58 Überlebende.

### Fünfte Unternehmung
Das Boot lief am 22. Oktober 1941 um 16.00 Uhr von Saint-Nazaire aus und lief am 12. November 1941 wieder dort ein. Auf dieser 21 Tage dauernden und zirka 5.000 sm über und 67 sm unter Wasser langen Unternehmung in den Nordatlantik und bei Neufundland wurde ein Schiff mit 8.532 BRT versenkt.
- 7. November 1941: Versenkung der britischen Motorschiffes Nottingham (Lage) mit 8.532 BRT. Das Schiff wurde durch zwei Torpedos versenkt. Er hatte Stückgut und Whisky geladen und befand sich auf dem Weg von Glasgow nach New York. Es war ein Totalverlust mit 62 Toten.

### Sechste Unternehmung
Das Boot lief am 9. Dezember 1941 um 9.00 Uhr von Saint-Nazaire aus und lief am 8. Januar 1942 um 12.10 Uhr in La Spezia ein. Auf dieser 30 Tage dauernden Unternehmung, bei der am 16. Dezember 1941 die Straße von Gibraltar passiert wurde, wurde im westlichen Mittelmeer, vor der Küste Ägyptens und vor der Cyrenaika operiert. Das Boot lief am 20. Dezember 1941 in Messina ein und am 21. Dezember 1941 dort wieder aus. Ab 24. Dezember 1941 musste es wegen Problemen an der Abgasklappe wieder in Messina einlaufen und lief am 27. Dezember 1941 wieder dort aus. Es wurden keine Schiffe versenkt oder beschädigt.

### Siebente Unternehmung
Das Boot lief am 23. April 1942 um 14.15 Uhr von La Spezia aus und wurde am 2. Mai 1942 versenkt. Auf dieser neun Tage dauernden Unternehmung im westlichen Mittelmeer wurden keine Schiffe versenkt oder beschädigt.

## Operationen mit folgenden U-Bootgruppen
| Gruppe             | Zeitraum                                  |
| Gruppe West        | 13. Mai 1941 bis 22. Mai 1941             |
| Gruppe Brandenburg | 15. September 1941 bis 20. September 1941 |
| Gruppe Raubritter  | 1. November 1941 bis 6. November 1941     |

## Verbleib
Das Boot wurde am 2. Mai 1942 durch ein Catalina-C-Flugboot des Geschwaders 202/C entdeckt und mit Wasserbomben angegriffen. Das Flugboot verfolgte das U-Boot hartnäckig und führte zudem zwei britische Zerstörer heran. In Folge des kombinierten Angriffs der Catalina, der HMS Wishart und der HMS Wrestler versank U 74 im Mittelmeer östlich von Cartagena (Spanien) auf der Position 37° 32′ N, 0° 10′ O im Marine-Planquadrat CH 5797. Alle 47 Besatzungsmitglieder fanden dabei den Tod.
U 74 hatte während seiner Dienstzeit bis zur Versenkung keine Verluste zu beklagen.